# Politique étrangère de Maurice

Emblème du gouvernement mauricien

Maurice a de bonnes relations avec l'Union européenne, l'Inde et les pays du Sud et Est-Africain. Elle est membre de l'Organisation mondiale du commerce, du Commonwealth, la Francophonie, l'Union africaine, la Commission de l'océan Indien, la Communauté de développement d'Afrique australe, le Marché commun de l'Afrique orientale et australe (COMESA) et l'Association des États riverains de l'océan Indien (IOR-ARC).
La politique extérieure du pays est gouvernée par l'économie mauricienne, l'engagement à la démocratie et la petite taille du pays.

## En détail

### Chine
Les relations entre Maurice et la Chine ont officiellement débuté en avril 1972. Maurice a des liens étroits avec la Chine notamment sur sa politique d'une seule Chine.

### L'Europe
Les liens historiques et le commerce avec l'Europe fait que Maurice a des liens forts avec l'Union européenne, en particulier avec le Royaume-Uni et la France.

### L'Afrique
En Afrique, Maurice a de bonnes relations avec de nombreux pays, en particulier l'Afrique du Sud, qui constitue de loin son plus grand partenaire économique régional. Les investisseurs mauriciens sont en train d'entrer graduellement les marchés africains régionaux, notamment Madagascar et le Mozambique.

### L'Inde
Maurice a aussi de bonnes et fortes relations avec l'Inde, pour des raisons à la fois historiques et commerciales.

## Galerie

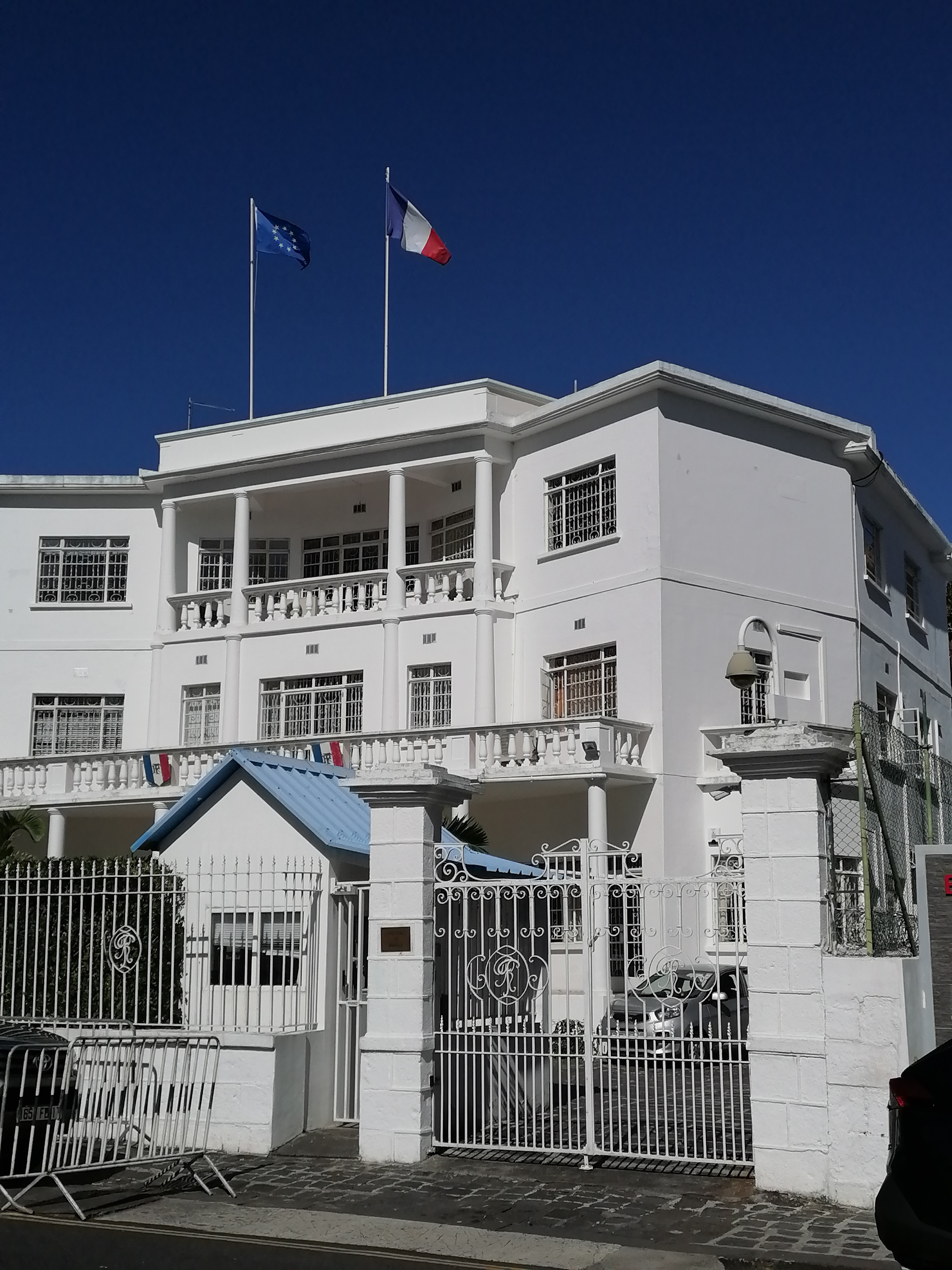
Bâtiment de l'ambassade de France à Port Louis.
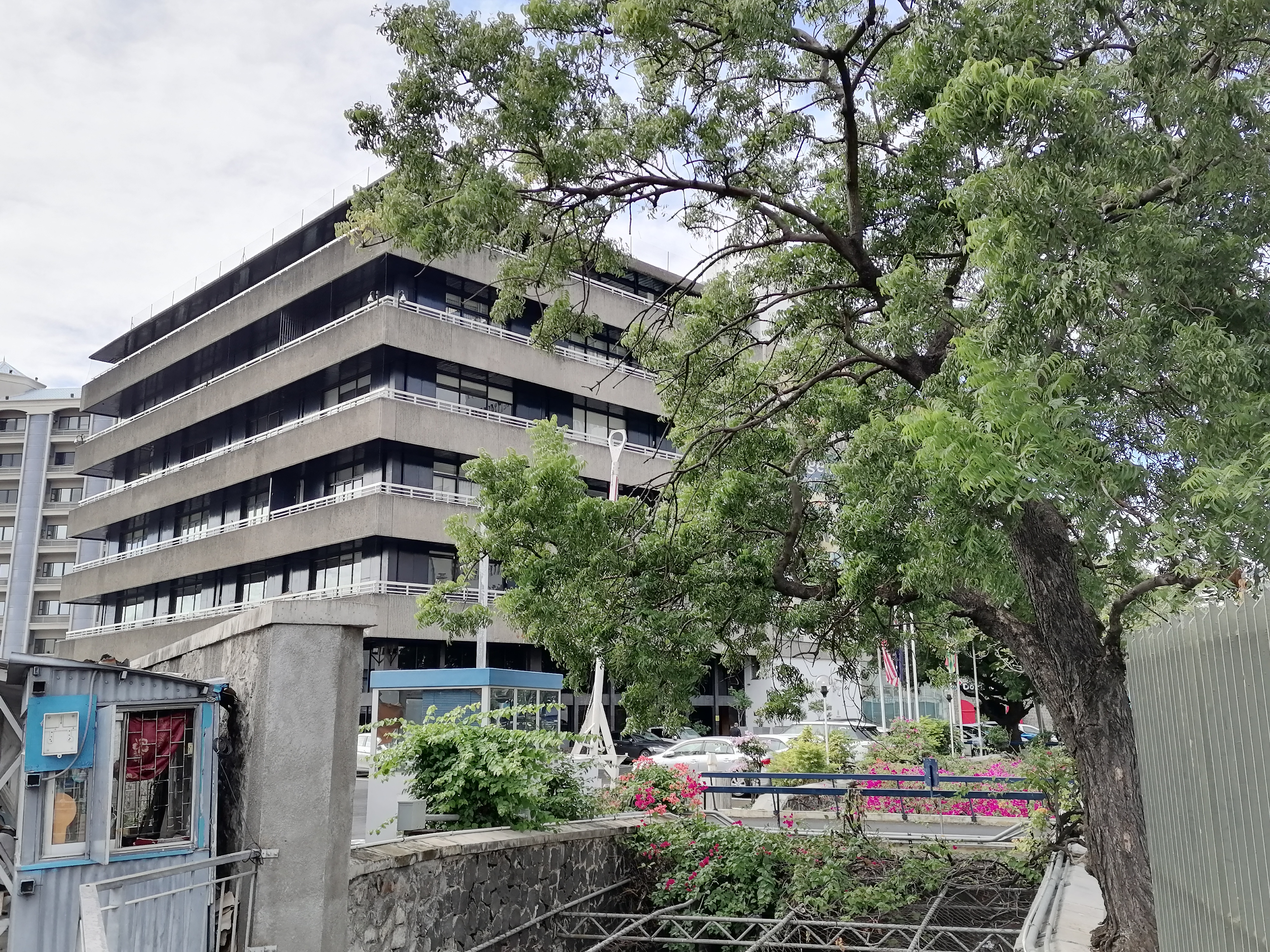
Bâtiment de l'ambassade des États-Unis à Port-Louis.
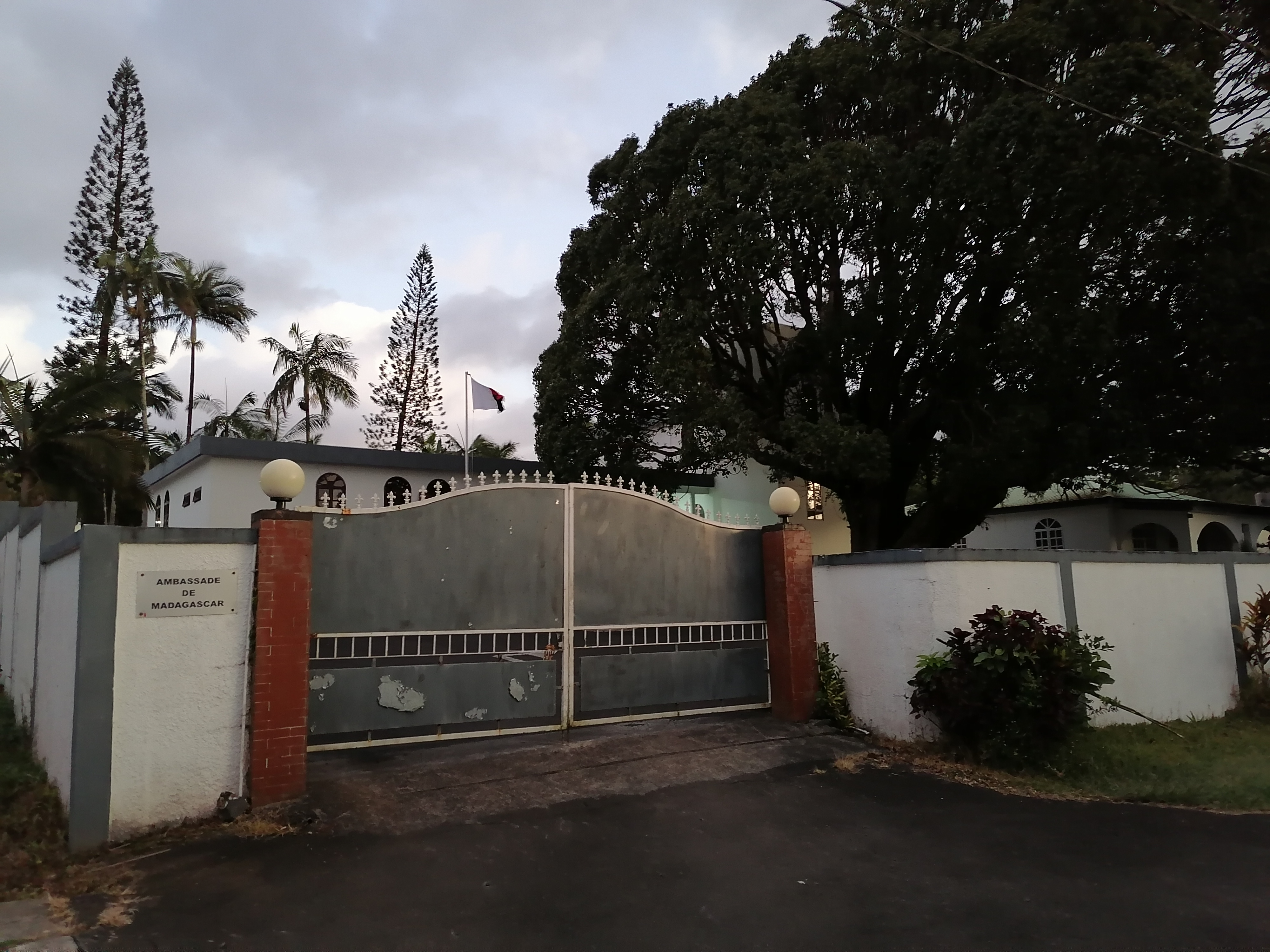
Bâtiment de l'ambassade de Madagascar à Curepipe.
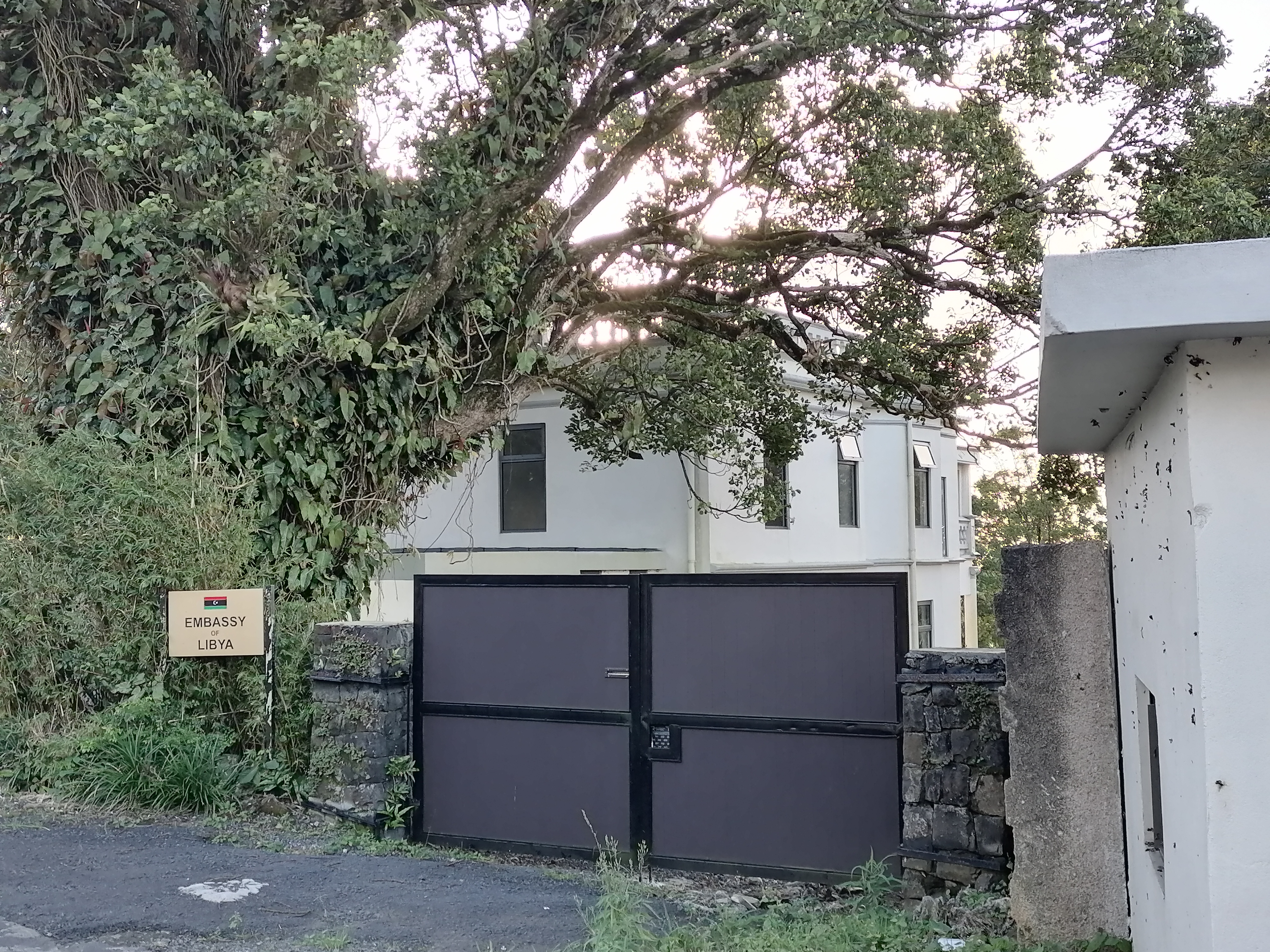
Bâtiment de l'ambassade de Libye à Curepipe.
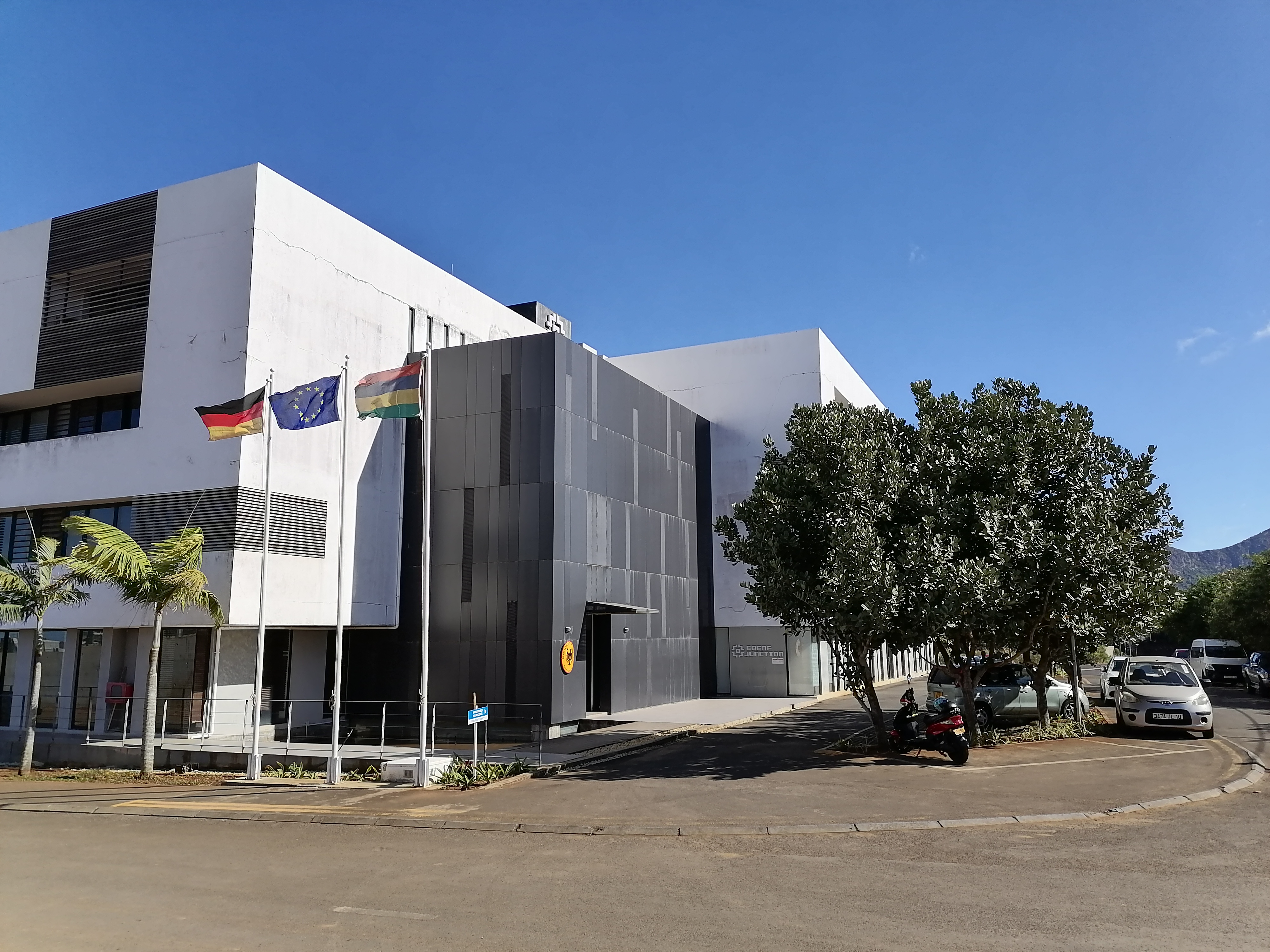
Consulat d'Allemagne de Maurice à la cibercity d'Ébène à Quatre Bornes

## Disputes

### Archipel des Chagos
Malgré ses bonnes relations avec le Royaume-Uni, l'Île Maurice est actuellement au centre d'une dispute concernant l'archipel des Chagos faisant partie du territoire britannique de l'océan Indien. Un des points importants de la dispute concerne l'exil forcé des habitants de l'île de Diego Garcia en 1971 par les forces britanniques et américaines vers Maurice et les Seychelles pour faire place à la construction d'une base militaire américaine. En 2000 les Chagosiens exilés et leurs descendants se firent accorder la nationalité britannique. La dispute continue toujours car les Chagosiens n'ont toujours pas été autorisés à retourner sur leur territoire, malgré l'échéance du bail donné aux Américains. En septembre 2004, le Premier ministre mauricien, Paul Bérenger a menacé de retirer l'adhésion de Maurice au Commonwealth.

### Tromelin
L'Île Maurice revendique aussi la souveraineté sur l'île de Tromelin, actuellement possession française.